# Groep Nawijn
De Groep Nawijn was een eenmansfractie in de Nederlandse Tweede Kamer, die op 23 juni 2005 ontstond toen het Kamerlid Hilbrand Nawijn zich afscheidde van de Lijst Pim Fortuyn. Op 16 augustus 2006 kreeg de Groep Nawijn tijdelijk versterking, toen Kamerlid Gerard van As zich eveneens van de LPF afscheidde en zich bij Nawijn aansloot. Bij de Tweede Kamerverkiezingen 2006 nam Nawijn deel met zijn nieuwe partij Partij voor Nederland.

## Reden van afsplitsing
Nawijn trad uit de LPF na onenigheid over een ontmoeting met de Belgische politicus Filip Dewinter van het Vlaams Belang. Op 24 januari 2005 had Nawijn contacten aangeknoopt met Dewinter, en daarbij de oprichting van een nieuwe conservatieve partij aangekondigd. Toen in het huis van LPF-oprichter Pim Fortuyn deze samenwerking werd bezegeld en een gezamenlijke denktank werd opgericht, reageerde de rest van de LPF-fractie ontstemd. Nawijn werd solistisch gedrag en schending van afspraken verweten. Vanwege deze kritiek besloot hij zich af te splitsen.
Van As, die vanaf oktober 2004 fractievoorzitter was van de LPF, raakte in augustus 2006 in conflict met het bestuur van de LPF over zijn leiderschap. Hij besloot op te stappen en zich bij Nawijn aan te sluiten toen duidelijk werd dat het bestuur liever Mat Herben als fractievoorzitter zag. Op 11 september scheidde Van As zich alweer af van de groep vanwege de in zijn ogen te rechtse koers. Hij verliet een dag later het parlement. De door Nawijn opgerichte politieke partij Partij voor Nederland wist bij de Tweede Kamerverkiezingen 2006 geen zetels te halen.